# Autopista Rosario-Córdoba
La conocida regionalmente como Autopista  Córdoba-Rosario / Rosario-Córdoba o «Ernesto Che Guevara» según dónde se esté (tramo actual de la Ruta Nacional 9), es una vía rápida de dos carriles por lado en la República Argentina, que corre aproximadamente en paralelo a unos 2 a 4 km de la ex RN9 y actual RN 1V09. Une las ciudades de Rosario, en la Provincia de Santa Fe, y Córdoba, en la provincia homónima. 
La autopista constituye el eje central de la red vial más importante de la Argentina dada la situación geográfica de la zona en que se encuentra, conectando junto a AU Córdoba-Carlos Paz, AU Buenos Aires-Rosario y AU 2 el corredor urbano más importante del país, en el que se encuentran las ciudades de Villa Carlos Paz, Ciudad de Córdoba, Rosario, Buenos Aires y Mar del Plata.
La obra, que había sido proyectada a comienzos de los años 70, estuvo suspendida más de veinte años. Los primeros tramos se inauguraron a mediados de los 90, y luego nuevamente suspendida. A fines de los años 90 se inauguraron dos nuevos tramos, Rosario - Roldán y Córdoba - Pilar incrementándose así el flujo vial. Para el 2008, solo estaban construidos en total 100 km (Córdoba - Pilar y Rosario - Carcarañá), de los más de 400 que se necesitaban. La adjudicación de cada tramo de la obra fue por licitación. La autopista se inauguró el 22 de diciembre de 2010.
La traza actual de esta vía, entre las ciudades de Rosario y Córdoba, no atraviesa ninguna de las localidades que su trazado original sí lo hacía. Solamente los extremos de esta autopista, mantienen su trazado por dentro de una ciudad.

## Historia
El proyecto de esta autopista data del año 1970. En este proyecto se decidió la construcción de una autopista entre estas ciudades sobre una nueva traza, dejando el camino original de un carril por sentido de circulación para comunicaciones locales, ya que al encontrarse junto a las vías del Ferrocarril General Bartolomé Mitre, pasa por el centro de las diferentes poblaciones.

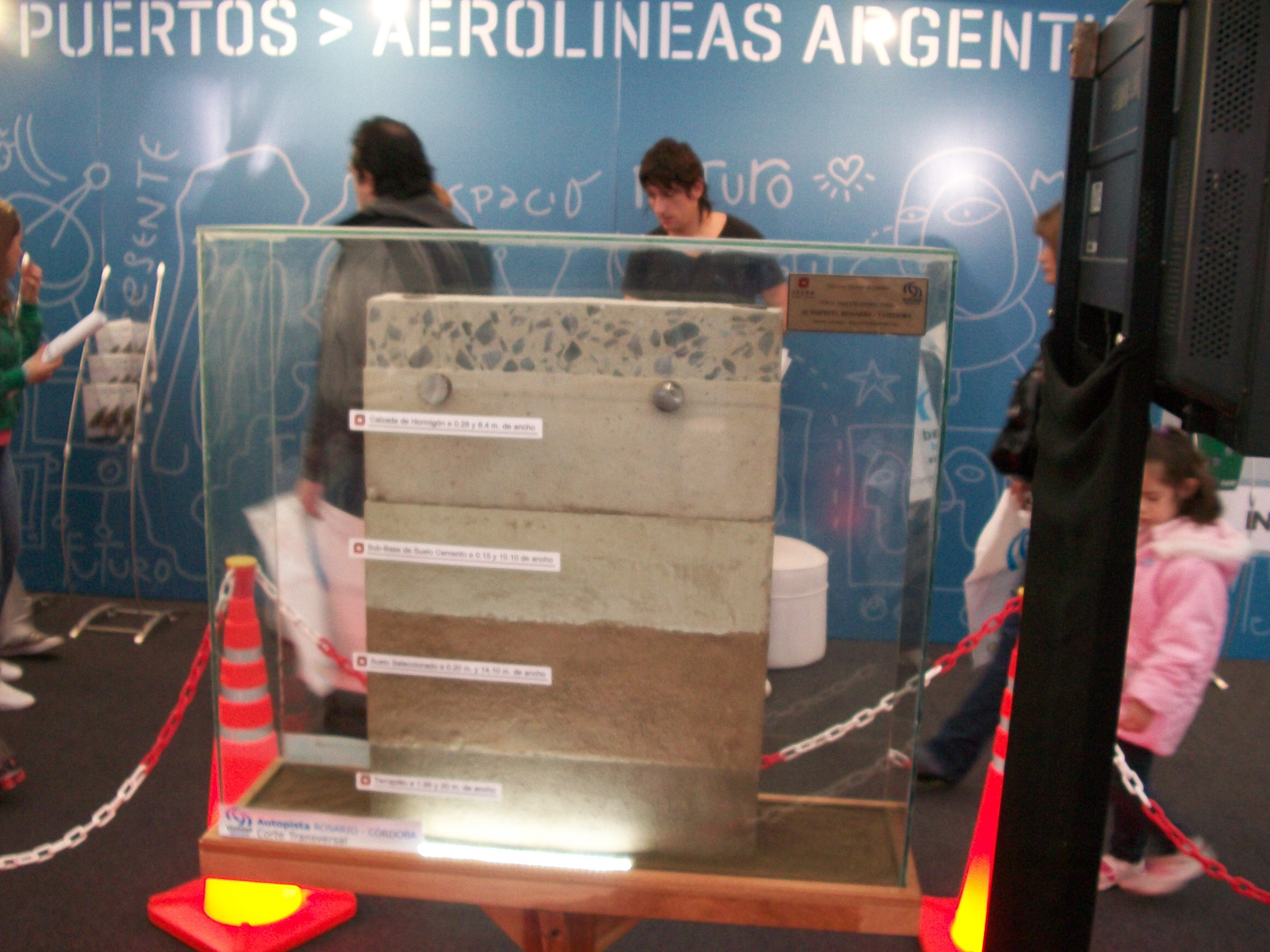
Maqueta donde se exhiben las diferentes capas del suelo de la autopista.

El 12 de noviembre de 1986 se licitó la construcción de una autopista entre Córdoba y Villa María, pero la obra no se concretó.
La autopista fue iniciada por dos de los concesionarios de esta ruta en la década de 1990 como parte de los contratos de concesión. Los pliegos solo incluían los tramos desde la Circunvalación de Córdoba hasta Pilar y desde la Circunvalación de Rosario hasta Armstrong. En este último tramo la empresa Covicentro solo construyó el camino hasta Carcarañá.
En el año 2000 el Gobierno Nacional licitó los 109 km entre Pilar y Villa María, con la particularidad que el contrato solo incluía una mano en el tramo desde Oliva a Villa María, siendo el ganador la empresa Benito Roggio e Hijos. En febrero de 2006 el mismo grupo empresario obtuvo la otra mano desde Oliva a Villa María y los 36 km desde Villa María a Ballesteros, mientras que la obra correspondiente al tramo de 62 km entre Ballesteros y Leones quedó a cargo de la empresa Iecsa, del grupo Macri.
El 3 de mayo de 2006 el Gobierno Nacional abrió los sobres de la licitación de los tramos faltantes de la autopista en la Provincia de Santa Fe. La empresa DYCASA se hizo cargo del tramo entre Carcarañá y Armstrong, mientras que a la unión transitoria de empresas (UTE) compuesta por Esuco y Chediack le correspondió la construcción de la autopista entre Armstrong y Tortugas.
El monto para la construcción de los 312 km de esta autopista entre Carcarañá y Pilar licitados por el gobierno nacional fuera de los contratos con Covicentro y Caminos de las Sierras, que se pagaban mediante peaje, superó los 3226 millones de pesos. El recorrido completo se habilitó al público el 21 de diciembre de 2010, con obras menores por ejecutarse.

## Características

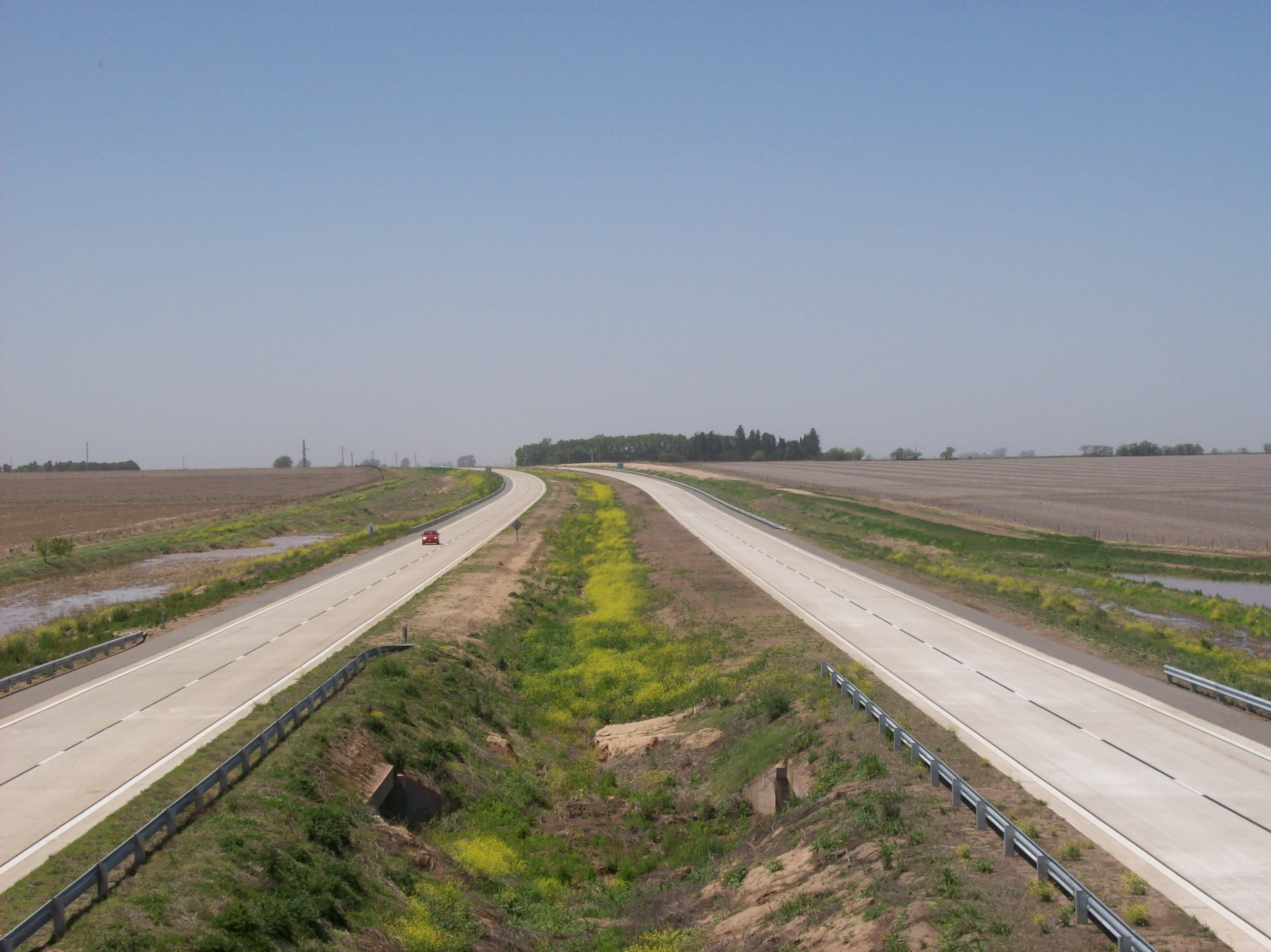
RN9 Rosario-Córdoba en el km 365 desde el puente al sur de la ciudad de Cañada de Gómez.

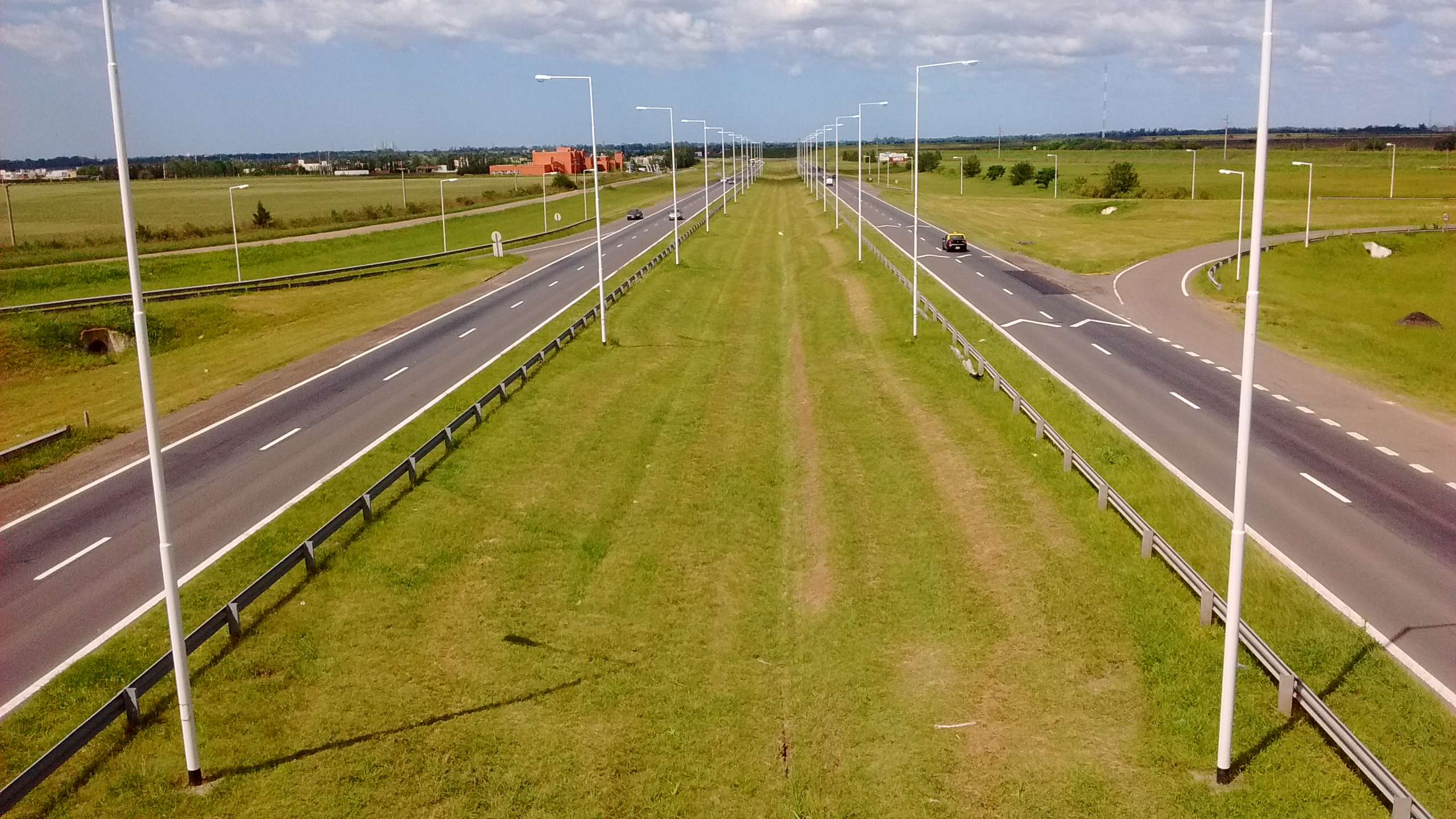
RN9 Rosario - Córdoba desde el puente al sur de Funes en el KM306.

La obra tiene dos carriles por sentido de circulación. Cada sentido tiene 7,30 metros de ancho, separadas entre sí por 16 metros. Tiene señalización vertical y demarcación horizontal a lo largo de toda la traza, iluminación en cruces y distribuidores que mejoran la visión nocturna. 
La calzada está hecha de hormigón, lo que permite mayor resistencia al paso de todo tipo de vehículos y aumenta la vida útil del pavimento. Tiene 5 distribuidores de alta complejidad: Circunvalación de Córdoba, RN158, RN1V09, Circunvalación de Rosario y Segunda Circunvalación de Rosario. El resto, son distribuidores simples, del tipo diamante. Fue diseñada para una velocidad máxima de 130 km por hora.

### Cronología de tramos inaugurados
- Rosario - Roldán: el primer tramo de la autopista, de 18 km de extensión, fue inaugurado el 22 de octubre de 1999.[10]
- Córdoba - Pilar: la construcción comenzó en marzo de 1998 y se inauguró en noviembre de 1999.[11] Este tramo forma parte de la Red de accesos a Córdoba.
- Roldán - Carcarañá: inaugurado el 12 de marzo de 2004.[12]
- Pilar - Oncativo: la construcción comenzó en el año 2000 y se abrió al público el 14 de junio de 2005.[13]
- Oncativo - James Craik: este tramo de 35 km se habilitó el 17 de abril de 2007.[14]
- James Craik - Villa María: este tramo de 30 km se inauguró el 4 de octubre de 2007.[15]
- Villa María - Ballesteros: la construcción de este tramo de 30 km entre la Ruta Provincial 2 y la Ruta Nacional 158 comenzó el 24 de abril de 2006 inaugurándose el 5 de marzo de 2009.[16][17]
- Carcarañá - General Roca: el último segmento en la provincia de Santa Fe y un pequeño tramo en la provincia de Córdoba hasta el cruce con la antigua Ruta 9 con una longitud de 76 km quedó habilitado al tránsito el 21 de agosto de 2009.[18]
- Ballesteros - Bell Ville: este tramo de 32 km fue habilitado el 21 de agosto de 2009.[19]
- Bell Ville - Leones: el penúltimo tramo construido de esta autopista, con 38 km de extensión, fue inaugurado el 21 de mayo de 2010.[20]
- Leones - General Roca: Este tramo, de 42 km de longitud, se inauguró el 22 de diciembre de 2010 y con ello quedó habilitada la autopista en su totalidad.[21]

## Recorrido
- Autopista Rosario-Córdoba en OpenStreetMap.

Aunque la traza no pasa sobre centros urbanos, aquí se detallan las localidades por las que se pueden acceder mediante una importante red de accesos a rutas secundarias.
|  |  | KDSTa |

|  | CONTgq | ABZglr | CONTfq |

|  |  | STR+GRZq |

|  |  | BHF |

|  |  | STR+GRZq |

|  |  | BHF |

|  |  | hKRZWae |

|  |  | DST |

|  |  | BHF |

|  |  | BHF |

|  |  | BHF |

|  |  | STR+GRZq |

|  |  | BHF |

|  |  | BHF |

|  |  | STR+GRZq |

|  |  | BHF |

|  | CONTgq | ABZglr | CONTfq |

|  |  | DST |

|  |  | STR+GRZq |

|  |  | BHF |

|  |  | BHF |

|  |  | BHF |

|  |  | STR+GRZq |

|  |  | BHF |

|  |  | BHF |

|  | CONTgq | ABZglr | CONTfq |

|  |  | STR+GRZq |

|  |  | BHF |

|  | CONTgq | ABZglr | CONTfq |

|  |  | BHF |

|  |  | BHF |

|  |  | BHF |

|  |  | hKRZWae |

|  |  | BHF |

|  |  | BHF |

|  | CONTgq | ABZglr | CONTfq |

|  |  | BHF |

|  | CONTgq | ABZglr | CONTfq |

|  |  | KDSTe |